# Paul Waaktaar-Savoy
Paul Waaktaar-Savoy (* 6. září 1961 v Oslu, Norsko jako Pål Waaktaar Gamst) je znám především jako kytarista, příležitostný hráč na klávesy a textař převážné většiny skladeb norské skupiny A-ha.
Po svatbě 1991 s americkou herečkou Lauren Savoy začal používat své současné umělecké jméno Paul Waaktaar-Savoy. Mají spolu syna Augusta. Žijí v New Yorku a Oslu.
Mimo působení ve skupině a-ha, založil v roce 1994 se svou ženou Lauren a bubeníkem Frode Unnelandem skupinu Savoy.

## Alba skupiny Savoy
- Mary Is Coming (26. únor 1996)
- Lackluster Me (6. říjen 1997)
- Mountains Of Time (23. srpen 1999)
- Reasons To Stay Indoors (8. říjen 2001)
- Savoy (30. srpen 2004)